# Hendrik Mulderije
Hendrik Mulderije (Zutphen, 4 januari 1896 - Amsterdam, 18 maart 1970) was een Nederlands politicus.

## Biografie
Mulderije was een Amsterdamse advocaat en CHU-politicus, die in het kabinet-Drees I minister van Justitie was. Hij bracht in de anderhalf jaar dat hij minister was (1951-1952) diverse belangrijke wetten in het Staatsblad, zoals de Beginselenwet Gevangeniswezen, de Pleegkinderenwet, de Advocatenwet en de Oorlogsstrafwet.
Hij was de man achter de omzetting van tientallen doodvonnissen voor oorlogsmisdadigers in levenslange gevangenisstraffen, maar weigerde in 1952 de (ministeriële) verantwoordelijkheid te nemen voor de gratiëring van de oorlogsmisdadiger Lages. Hij stond bekend als tamelijk eigenzinnig. Hij noemde humanistische geestelijke verzorging van gevangenen 'stenen voor brood'.

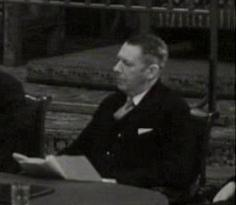
Hendrik Mulderije in 1951 bij de presentatie van het Kabinet-Drees I.

- Biografisch Portaal: 50787687
- Gemeinsame Normdatei: 1243914882
- International Standard Name Identifier: 0000 0003 9438 7842
- Nederlandse Thesaurus van Auteursnamen: 069029725
- Parlement.com: vg09llhmprye
- Virtual International Authority File: 288868450
- WorldCat: E39PBJpj9v4tty4wvCbDprQXh3

1. ↑  https://www.delpher.nl/nl/kranten/view?coll=ddd&identifier=MMKB23:001562117:mpeg21:p00001